# Saint-Étienne-de-Fougères
 Saint-Étienne-de-Fougères  es una población y comuna francesa, en la región de Aquitania, departamento de Lot y Garona, en el distrito de Villeneuve-sur-Lot y cantón de Monclar.

## Demografía
| 472 | 512 | 625 | 631 | 689 | 732 |
| Para los censos de 1962 a 1999 la población legal corresponde a la población sin duplicidades (Fuente: INSEE [Consultar]) |     |     |     |     |     |